# Sylvia leucomelaena
Sylvia leucomelaena là một loài chim trong họ Sylviidae.
Nó được tìm thấy ở Djibouti, Ai Cập, Eritrea, Israel, Jordan, Oman, Ả Rập Saudi, Somalia, Sudan và Yemen. Môi trường sống tự nhiên của nó là đất nước khô cằn, nơi nó thường được tìm thấy trong các bản vá Keo. 

## Phân loại
Bốn phân loài được công nhận; S. l. Negevensis, từ thung lũng Arava ở Israel và Jordan; S. l. Leucomelaena, từ tây bắc Ả-rập Xê-út về phía nam tới Yemen và sau đó về phía đông tới Oman; S. l. Blanfordi, từ đông nam Ai Cập đến phía đông nam Eritrea; Và S. l. Somaliensis, từ Djibouti và phía bắc Somalia. 